# غوشنة
الغُوْشَنَة (الاسم العلمي: Morchella) هي جنس من الفطريات يتبع الفصيلة الغوشنية من رتبة الفنجانيات.

## صور

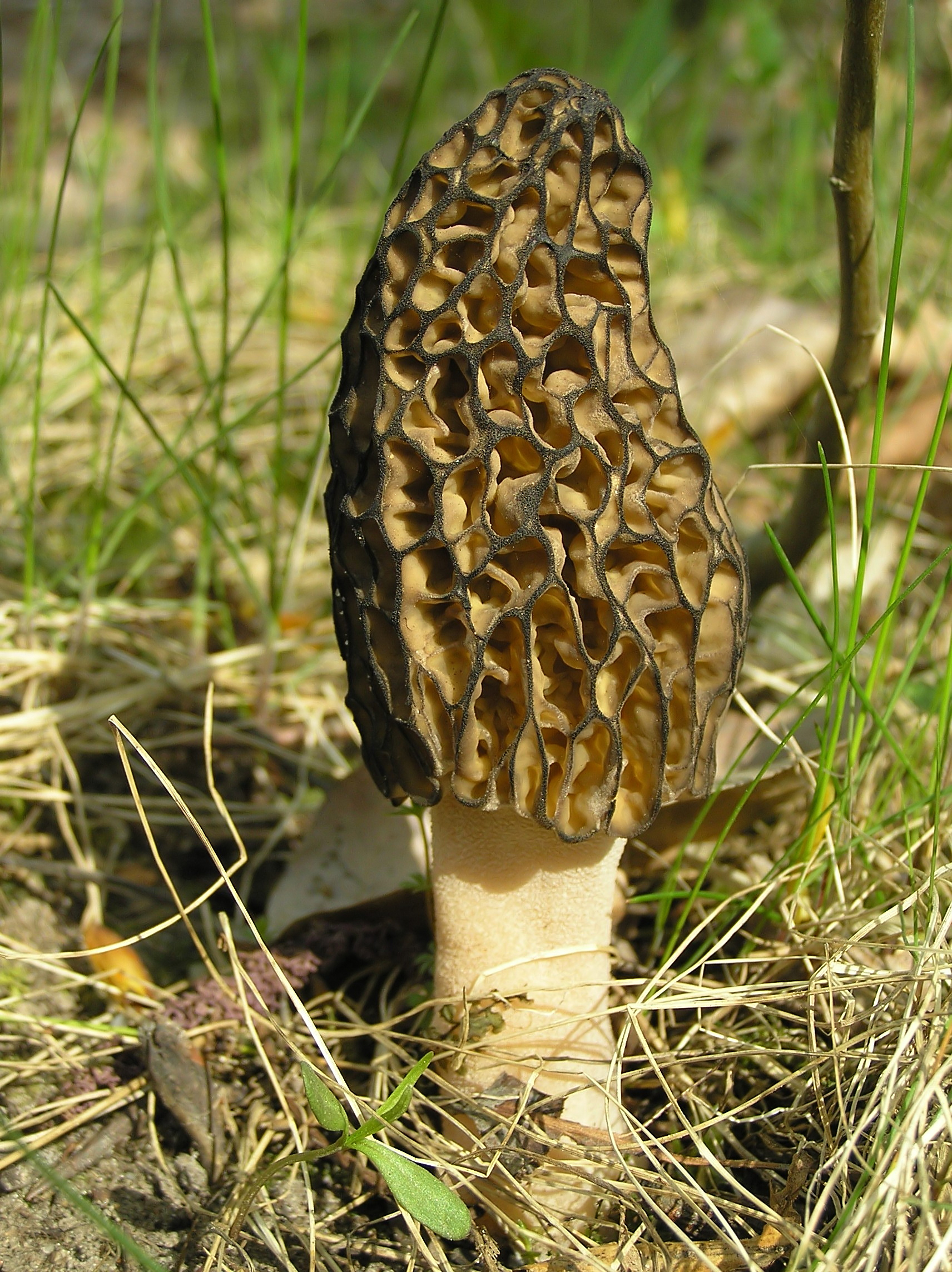
غوشنة مخروطية
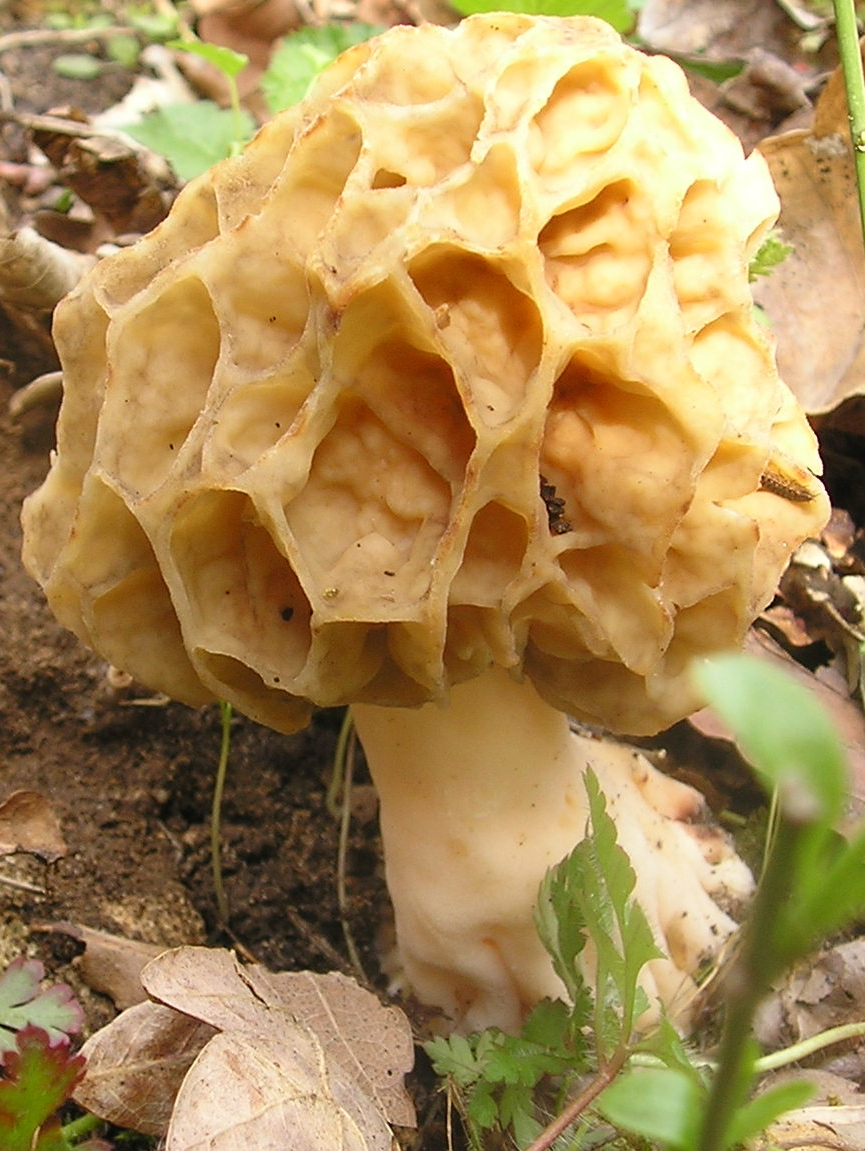
غوشنة مستديرة

## قائمة أنواع الغوشنة
يوجد عدة أنواع من جنس الغوشنة:
- غوشنة اسطوانية (الاسم العلمي:Morchella cylindrica)
- غوشنة أمريكية (الاسم العلمي:Morchella americana)
- غوشنة أناضولية (الاسم العلمي:Morchella anatolica)
- غوشنة أندلسية (الاسم العلمي:Morchella andalusiae)
- غوشنة باتاغونية (الاسم العلمي:Morchella patagonica)
- غوشنة بنفسجية (الاسم العلمي:Morchella purpurascens)
- غوشنة بيضاء (الاسم العلمي:Morchella alba)
- غوشنة بيضاوية (الاسم العلمي:Morchella ovalis)
- غوشنة تبتية (الاسم العلمي:Morchella tibetica)
- غوشنة تسمانية (الاسم العلمي:Morchella tasmanica)
- غوشنة جميلة (الاسم العلمي:Morchella pulchella)
- غوشنة حادة (الاسم العلمي:Morchella acuta)
- غوشنة حلوة (الاسم العلمي:Morchella esculenta)
- غوشنة خادعة (الاسم العلمي:Morchella fallax)
- غوشنة خريفية (الاسم العلمي:Morchella autumnalis)
- غوشنة خضراء (الاسم العلمي:Morchella viridis)
- غوشنة زغبية (الاسم العلمي:Morchella pubescens)
- غوشنة زيتونية (الاسم العلمي:Morchella olivea)
- غوشنة شائعة (الاسم العلمي:Morchella vulgaris)
- غوشنة صلبة (الاسم العلمي:Morchella rigida)
- غوشنة غاريقونية (الاسم العلمي:Morchella agaricoides)
- غوشنة غامضة (الاسم العلمي:Morchella dubia)
- غوشنة غبساء (الاسم العلمي:Morchella fusca)
- غوشنة فيرجينية (الاسم العلمي:Morchella virginiana)
- غوشنة كارولينية (الاسم العلمي:Morchella caroliniana)
- غوشنة كاليفورنية (الاسم العلمي:Morchella californica)
- غوشنة لبدية (الاسم العلمي:Morchella tomentosa)
- غوشنة متوسطة (الاسم العلمي:Morchella intermedia)
- غوشنة مجعدة (الاسم العلمي:Morchella crispa)
- غوشنة مخددة (الاسم العلمي:Morchella costata)
- غوشنة مخروطية (الاسم العلمي:Morchella conica)
- غوشنة مستديرة (الاسم العلمي:Morchella rotunda)
- غوشنة ملتبسة (الاسم العلمي:Morchella ambigua)
- غوشنة هجينة (الاسم العلمي:Morchella hybrida)
- غوشنة هنغارية (الاسم العلمي:Morchella hungarica)
- غوشنة سوداء (الاسم العلمي:Morchella elata)
- (الاسم العلمي:Morchella abietina)
- (الاسم العلمي:Morchella acerina)
- (الاسم العلمي:Morchella angusticeps)
- (الاسم العلمي:Morchella anteridiformis)
- (الاسم العلمي:Morchella anthracina)
- (الاسم العلمي:Morchella anthracophila)
- (الاسم العلمي:Morchella apicata)
- (الاسم العلمي:Morchella bicostata)
- (الاسم العلمي:Morchella bispora)
- (الاسم العلمي:Morchella bohemica)
- (الاسم العلمي:Morchella brunnea)
- (الاسم العلمي:Morchella brunneorosea)
- (الاسم العلمي:Morchella canina)
- (الاسم العلمي:Morchella capitata)
- (الاسم العلمي:Morchella carbonaria)
- (الاسم العلمي:Morchella castaneae)
- (الاسم العلمي:Morchella cava)
- (الاسم العلمي:Morchella claviformis)
- (الاسم العلمي:Morchella conicopapyracea)
- (الاسم العلمي:Morchella contigua)
- (الاسم العلمي:Morchella continua)
- (الاسم العلمي:Morchella crassipes)
- (الاسم العلمي:Morchella cryptica)
- (الاسم العلمي:Morchella deliciosa)
- (الاسم العلمي:Morchella deqinensis)
- (الاسم العلمي:Morchella diminutiva)
- (الاسم العلمي:Morchella distans)
- (الاسم العلمي:Morchella dunalii)
- (الاسم العلمي:Morchella dunensis)
- (الاسم العلمي:Morchella elatoides)
- (الاسم العلمي:Morchella esculentoides)
- (الاسم العلمي:Morchella eximia)
- (الاسم العلمي:Morchella eximioides)
- (الاسم العلمي:Morchella exuberans)
- (الاسم العلمي:Morchella finoti)
- (الاسم العلمي:Morchella foraminulosa)
- (الاسم العلمي:Morchella frustrata)
- (الاسم العلمي:Morchella galilaea)
- (الاسم العلمي:Morchella gigas)
- (الاسم العلمي:Morchella gigaspora)
- (الاسم العلمي:Morchella guatemalensis)
- (الاسم العلمي:Morchella herediana)
- (الاسم العلمي:Morchella hetieri)
- (الاسم العلمي:Morchella hiemalis)
- (الاسم العلمي:Morchella hortensis)
- (الاسم العلمي:Morchella importuna)
- (الاسم العلمي:Morchella inamoena)
- (الاسم العلمي:Morchella lepida)
- (الاسم العلمي:Morchella libera)
- (الاسم العلمي:Morchella lutescens)
- (الاسم العلمي:Morchella meiliensis)
- (الاسم العلمي:Morchella mesomorpha)
- (الاسم العلمي:Morchella mitra)
- (الاسم العلمي:Morchella miyabeana)
- (الاسم العلمي:Morchella neuwirthii)
- (الاسم العلمي:Morchella norvegiensis)
- (الاسم العلمي:Morchella ochraceoviridis)
- (الاسم العلمي:Morchella odorata)
- (الاسم العلمي:Morchella patula)
- (الاسم العلمي:Morchella populina)
- (الاسم العلمي:Morchella populiphila)
- (الاسم العلمي:Morchella praerosa)
- (الاسم العلمي:Morchella pragensis)
- (الاسم العلمي:Morchella pratensis)
- (الاسم العلمي:Morchella prava)
- (الاسم العلمي:Morchella procera)
- (الاسم العلمي:Morchella prunarii)
- (الاسم العلمي:Morchella pseudoumbrina)
- (الاسم العلمي:Morchella pseudoviridis)
- (الاسم العلمي:Morchella pseudovulgaris)
- (الاسم العلمي:Morchella pterigoides)
- (الاسم العلمي:Morchella punctipes)
- (الاسم العلمي:Morchella quercus-ilicis)
- (الاسم العلمي:Morchella radicosa)
- (الاسم العلمي:Morchella rielana)
- (الاسم العلمي:Morchella rigidoides)
- (الاسم العلمي:Morchella rimosipes)
- (الاسم العلمي:Morchella robiniae)
- (الاسم العلمي:Morchella rudis)
- (الاسم العلمي:Morchella rufobrunnea)
- (الاسم العلمي:Morchella sceptriformis)
- (الاسم العلمي:Morchella semilibera)
- (الاسم العلمي:Morchella septentrionalis)
- (الاسم العلمي:Morchella septimelata)
- (الاسم العلمي:Morchella sextelata)
- (الاسم العلمي:Morchella smithiana)
- (الاسم العلمي:Morchella snyderi)
- (الاسم العلمي:Morchella spongiola)
- (الاسم العلمي:Morchella steppicola)
- (الاسم العلمي:Morchella sulcata)
- (الاسم العلمي:Morchella tatari)
- (الاسم العلمي:Morchella tremelloides)
- (الاسم العلمي:Morchella tridentina)
- (الاسم العلمي:Morchella ulmaria)
- (الاسم العلمي:Morchella umbrina)
- (الاسم العلمي:Morchella umbrinovelutipes)
- (الاسم العلمي:Morchella undosa)
- (الاسم العلمي:Morchella vaporaria)
- (الاسم العلمي:Morchella varisiensis)